# Nobody’s Home
A Nobody’s Home Avril Lavigne harmadik kislemeze a második, Under My Skin című albumáról. A dalt Avril és Ben Moody írta, valamint Avril és Don Gilmore készítette. A szám valamivel lassabb az albumon lévő többi számnál.

## Kislemezek
Németország és Tajvan
1. Nobody’s Home (Album verzió)
2. Nobody’s Home (Élő verzió)
3. Knockin’ On Heavens Door
4. I Always Get What I Want
5. Nobody’s Home (Video)

Egyesült Királyság 1. rész
1. Nobody’s Home (Album verzió)
2. Nobody’s Home (Élő verzió)

Egyesült Királyság 2. rész
1. Nobody’s Home (Album verzió)
2. Nobody’s Home (Élő)
3. Knockin’ On Heavens Door
4. Nobody’s Home (Video)

Ausztrália
1. Nobody’s Home (Album verzió)
2. Nobody’s Home (Élő verzió)
3. Knockin’ On Heavens Door
4. I Always Get What I Want

Japán
1. Nobody’s Home (Album verzió)
2. My Happy Ending (Élő verzió)
3. Take Me Away (Élő verzió)
4. Nobody’s Home (Video)

Egyesült Államok bemutatólemez
1. Nobody’s Home (Album verzió)
2. Instrumental Excerpt
3. Suggested Callout Hook

EU-bemutatólemez
1. Nobody’s Home (Album verzió)

## Ranglisták
A „Nobody’s Home” nem szerepelt olyan jól, mint az előtte lévő kislemezek. A dal közel volt az első 40 eléréséhez a Billboard Hot 100-on, de csak 41. helyezett lett. Ausztráliában és az Egyesült Királyságban jobban szerepelt, mindkét helyen a 24. helyen végzett. Mexikóban nagy sikere volt, ott 1. helyezést ért el.
| Ranglista                     | Helyezés |
| ----------------------------- | -------- |
| Argentina Top 40 Singles      | 1        |
| United World Chart            | 11       |
| American Top 40               | 14       |
| Los 40 Principales Spain      | 28       |
| U.S. Billboard Hot 100        | 41       |
| Billboard Adult Conteporany   | 38       |
| Australian ARIA Singles Chart | 3        |
| Switzerland Top 100 Chart     | 35       |
| Polish Chart                  | 2        |
| Mexico Top 20                 | 1        |
| UK Singles Chart              | 24       |
| Irish Singles Chart           | 19       |
| Canadian Billboard Top 100    | 1        |
| U.S. ARC Chart (Radio) Top 40 | 4        |
| Italy Top 40                  | 21       |